# ویتشاپی
ویتشاپی (به چکی: Výčapy) یک منطقهٔ مسکونی در جمهوری چک است که در منطقه تربیچ واقع شده‌است.
 ویتشاپی ۱۳٫۳۳ کیلومتر مربع مساحت و ۸۵۴ نفر جمعیت دارد و ۴۷۸ متر بالاتر از سطح دریا واقع شده‌است.